# 合田浩章
合田浩章（日語：合田 浩章，1965年3月24日—），日本男性動畫師、人物設計師、動畫導演。出身於北海道札幌市。他也是有名的吉他忠實愛好者。2015年以來活躍於TROYCA。

## 來歷
私立堀越高等學校在學期間打工進入動畫業界。之後以《六神合體Godmars》負責原畫工作出道，並走遍日昇動畫、Graviton。
《巨神GORG》以降一時期間進行動畫一職的修行後，於《超獸機神斷空我》擔任原畫，《機器勇士》（第33話）第一次擔任作畫監督。於OVA動畫《Metal Skin Panic Madox-01》擔任作畫監督時，他修改了所有的原圖，畫風看起來與負責人物設定的田村英樹一模一樣。因此在《吹泡糖危機》PART5和PART6中，除了擔任動畫監督外，還擔任客串人物設定。而在之後的《拜託了☆老師》中，他負責主要人物設定，並延續至今。
《吹泡糖危機 PART8》和《幸運女神》是他作為演出家的代表作。
作為導演的代表作之一就是OVA版的《幸運女神》。並此作品為契機，與原作者藤島康介、人物設計師松原秀典建立了三路工作線。
尤其松原是從1988年OVA《飛越顛峰》開始，彼此參與的作品都有多次被點名的機會。2006年，合田作為原畫團隊之一參加松原擔任作畫監督的《福音戰士新劇場版：序》。同年年底，松原在合田執導的電視動畫特別篇《20th Anniversary 幸運女神 戰鬥之翼》負責人物設定的工作。

## 作品列表

### 電視動畫
1981年
- 六神合體Godmars（原畫）

1982年
- 魔境傳說阿克洛班奇（動畫）

1983年
- 亞空大作戰斯蘭格爾（原畫）
- 銀河漂流拜法姆（原畫）

1984年
- 巨神GORG（動畫）

1985年
- 超獸機神斷空我（原畫）

1986年
- 機器勇士（作畫監督）

1989年
- 亂馬½ 熱鬥篇（－1992年，分鏡、演出、原畫）

1990年
- 冒險少女娜汀亞（－1991年，原畫）

1995年
- 神秘的世界（OP原畫）

1996年
- H2（原畫）
- 新世紀福音戰士（原畫）
- 魔法少女砂沙美（OP原畫）

1997年
- EAT-MAN（日语：EAT-MAN）（原畫）

2001年
- 破邪巨星G彈劾凰（原畫）
- 花右京女侍隊（分鏡）
- 逮捕令 Second Season（原畫）

2002年
- 拜託了☆老師（人物設定、作畫監督）

2003年
- 拜託了☆雙子星（人物設定、作畫監督）

2004年
- 馳風競艇王（日语：モンキーターン (漫画)）（原畫）
- 巖窟王（－2005年，OP原畫）

2005年
- 幸運女神（導演、劇本統籌、ED分鏡）

2006年
- 幸運女神 各自的羽翼（導演、劇本統籌、原畫）

2007年
- 幸運女神 戰鬥之翼（導演、劇本統籌）
- 南瓜剪刀（作畫監督）
- 瀨戶的花嫁（作畫監督、原畫）

2008年
- S·A特優生 ～Special A～（作畫監督、原畫）

2009年
- 貓願三角戀（作畫監督、原畫）
- 輕聲密語（作畫監督）

2010年
- 聖誕之吻SS（人物設定[1]、作畫監督）

2011年
- 白兔玩偶（原畫）

2012年
- 聖誕之吻SS+ plus（人物設定[2]）
- 戀愛與選舉與巧克力（人物設定、總作畫監督）

2014年
- 狐仙的戀愛入門（ED原畫）
- 白銀的意志 ARGEVOLLEN（作畫監督）
- 愛·天地無用！（總作畫監督）

2015年
- 絕命制裁X（作畫監督）
- 出包王女 DARKNESS 2nd（作畫監督）
- 新妹魔王的契约者 BURST（作畫監督）
- 櫻子小姐的腳下埋著屍體（作畫監督）

2017年
- Re:CREATORS（作畫監督）

2018年
- IDOLiSH7（作畫監督、原畫）
- 終將成為妳（人物設定、總作畫監督、作畫監督）

2019年
- 艾梅洛閣下II世事件簿 -魔眼蒐集列車 Grace note-（總作畫監督、作畫監督）

2020年
- IDOLiSH7 Second BEAT！（作畫監督）

2021年
- IDOLiSH7 Third BEAT！（作畫監督）

2022年
- Lycoris Recoil 莉可麗絲（作畫監督）
- Engage Kiss（作畫監督）
- 忍之一時（總作畫監督、作畫監督）

2023年
- 肌肉魔法使-MASHLE-（動作監督）

2024年
- 敗北女角太多了！（作畫監督）

2025年
- WIND BREAKER—防風少年— 第2季（作畫監督）

### OVA
1985年
- 幻夢戰記蕾達（原畫）

1988年
- 飛越顛峰（原畫：第5話合體場面）
- DRAGON'S HEAVEN（日语：ドラゴンズヘブン）（原畫：主角換衣服場面）
- Metal Skin Panic Madox-01（作畫監督）

1989年
- 吹泡糖危機系列（－1991年，PART5、PART6：作畫監督、客串人物設定／PART8：導演）

1991年
- 帝都物語（原畫）
- 風暴戰士ORGUN（原畫）

1993年
- 幸運女神（－1994年，導演、分鏡、作畫監督）

1995年
- 精靈使（日语：精霊使い）（概念設計、演出）
- 機械女神R（原畫）

1996年
- Ninja者（日语：Ninja者）（原畫）

2001年
- 極速戰警eX-D（日语：エクスドライバー）（原畫）

2004年
- 柯塞特的肖像（原畫）

2011年
- 幸運女神 永遠的兩人（導演）
- 幸運女神 Hunters & Hunters（導演、演出）

2013年
- 幸運女神 DIVE！LIVE！LOVE！（導演、分鏡、演出）

2017年
- Landreaall（日语：Landreaall）（導演）

### 電影動畫
1984年
- 超時空要塞：愛，還記得嗎？（原畫）

1986年
- Windaria（日语：ウインダリア）（主要動畫師）

2000年
- 劇場版 幸運女神（導演、分鏡）

2007年
- 福音戰士新劇場版：序（原畫）

2009年
- 福音戰士新劇場版：破（分鏡）
- 劇場版 火影忍者疾風傳：火意志的繼承者（原畫）

2011年
- 劇場版 天降之物：計時的悲傷女神（原畫）

### 網路動畫
- IDOLiSH7 Vibrato（2018年，作畫監督）
- Lycoris Recoil 莉可麗絲：友誼是時間的竊賊（2025年，作畫監督）

### 其它
- 勇者鬥惡龍 奇幻錄影帶（日语：ドラゴンクエスト ファンタジア・ビデオ）（1988年，動畫部分原畫）

## 出版
- 幸運女神 愛(哀)的劇場 Anime KC Afternoon《幸運女神》收錄的頁尾彩色漫畫
  - 幸運女神 -THE FIELD OF GODDESS-（2002年）監修（劇場版《幸運女神》的雜誌書、收錄了「幸運女神 愛(哀)的劇場」完結篇的頁尾彩色漫畫） [3]

## 音樂CD
- 幸運女神 特典王（1993年）『惡魔的CD』告知（吉他）、GFsC問候（出演）

## 相關項目
- 日本動畫師列表

## 外部連結
- 合田浩章的X（前Twitter） （日語）